# Битка на Ђунису
Битка на Ђунису или Ђуниска битка одиграла се од 29. октобра 1876. на левој обали Јужне Мораве крај Ђуниса између српске и бројчано надмоћније турске војске за време Првог српско-турског рата. Турска војска је победом у тој бици створила услове за даљње покоравање Србије, али на руску претњу била је присиљена да 1. новембра 1876. пристане на примирје.

## Значај Ђуниског виса
Након пораза српске војске у бици код Великог Шиљеговца од 19. до 21. октобра 1876. турска војска је дошла у позицију да на левој обали Мораве освоји утврђење Ђунис, које је представљало наставак делиградских утврђења, која су се налазила на десној обали Мораве. Обе војске су седмодневно затишје искористиле за припреме за битку код Ђуниса. Након пораза код Великога Шиљеговца корпус Ђуре Хорватовића повукао се на леву обалу Ђуниске реке, а нова линија фронта ишла је линијом Ђуниски вис-Каоник-Чокотин гроб-Позлата-Рлица. Утврђења на Ђуниском вису била су окренута према Љубешу и према Кревету, а имала су три линије ровова. Главнокомандујући српске војске Михаил Черњајев је још за време Битке на Кревету 29. септембра 1876. јавио кнезу да ће се на Ђунису бити одлучујућа битка. Ђуниска утврђења су довршавана након Битке на Кревету, а сам Ђуниски вис је био под густом шумом, па велики посао рашчишћавања шуме пред неким утврђењима није довршен до саме битке.

## Неуспешан турски напад
Турци су 23. октобра неуспешно напали Ђунис са фронта и са левог бока.
У том нападу турска војска је напредујући од Кревета преко Каоника заузела село Ђунис, али због јаке ватре са Ђуниског виса и блатњаве земље морали да се повуку на позиције пре Каоника. Уочи битке на Ђунису турска војска је тукла Бобовиште на другој обали Мораве.

## Распоред снага
Под командом Меженинова било је распоређено 18 батаљона од Мораве преко Ђуниског виса до Каоника. У оквиру тога на левом крилу била су три батаљона под заповедништвом Караџића, 6 батаљона било је у центру под заповедништвом Петерсона и на десном крилу било је 6 батаљона под заповедништвом Флајшера, а у резерви су била 3 батаљона руско-српске бригаде под заповедништвом Депрерадовића. Под командом Ђуре Хорватовића било је 28 батаљона распоређених од Чокотиног гроба до Рлице. Од тога мајор Вревски је командовао са 2 батаљона на Чокотином гробу, Молостов са 12 батаљона на Оровцу и Ђеверу, Клиндер са 10 и по батаљона од Грабујевца до Гробљанске косе, Топаловић са 2 и по батаљона на Рлици.

## Битка 29. октобра
Турски план био је да изведу демонстрациони напад према корпусу Ђуре Хорватовића и на фронту Бобовиште-Алексинац, а заправо главни циљ напада био је Ђуниски вис. Турски напад започео је артиљеријском ватром 29. октобра 1876. у 7 сати. Међутим тај напад био је демонстративни, јер је био усмерен на Бобовиште, Алексинац и на корпус Ђуре Хорватовића. И пешадијски напад изведен је на крајњем турском левом крилу, са циљем одвлачења пажње од правог циља напада. Турска војска је потиснула српско десно крило са Гробљанске косе на Здравињску косу, па је Молостов ту послао помоћ, која није стигла на време. Српско десно крило повукло је са собом и војску Хорватовићевог центра све до Сушице, где су се одупирали турском притиску до 15 сати. Након рањавања Молостова војска се повукла на висове код Малог Шиљеговца. Будући војвода Степа Степановић је тада као наредник преузео заповедништво над распршеном војском, окупио је и одржао на положају до престанка борби у 17 сати. Лево крило Хорватовићевога корпуса, задуженог за обрану пута према Крушевцу, није преподне учествовало у бици. Тек када је турска војска потиснула лево крило и центар Хорватовићевога корпуса тада је турска војска кренула од Великог Шиљеговца према Каонику са циљем да раздвоји српску војску, да би могла да са западне стране нападне ђуниска утврђења. Српска војска је срушила мост, а иза моста на 2 километра од Каоника Радомир Путник је држао положај са својом Рудничком бригадом. Турци су тек након трећег јуриша освојили његов редут. Борбе су се окончале доласком ноћи.

## Пад Ђуниса
Чим је турска војска остварила успех против Хорватовићевог корпуса покренула је велики напад на сама ђуниска утврђења. Нападали су у центру од Кревета према Ђуниском вису, а десним крилом су уз Мораву нападали преко Витановаца према Светом Нестору. Када је турска колона успела да пробије српски центар, тада се српска војска повукла на другу линију утврђења. Како је турска војска напредовала и у центру и према Светом Нестору постојала је могућност да српска војска буде похватана у ђуниским утврђењима, па је због тога уследио панични бег према мостовима на Морави. Турци су до 15 сати овладали Ђуниским висом. Из заплењених српских топова отворили су ватру на Делиград.

## Након пада Ђуниса
Командант ђуниског утврђења пуковник Меженинов је након пораза дојурио до Михаила Черњајева и рекао му да су сви Срби побегли и да су сви Руси побијени, па је Черњајев не проверавајући поверовао лажном извештају и послао га руском цару. Касније су се уверили да се ради о лажном извештају. Након пада Ђуниса паника је ухватила становништво, које је почело да се повлачи према Делиграду и Ражњу. Черњајев је наредио Хорватовићу да са својом војском одступи и да брани Крушевац, а команданту алексиначког утврђења наредио је да се повуче према Соко Бањи. Становништво је после тога напустило Алексинац. Черњајев је тражио од кнеза Милана Обреновића да тражи примирје. Кнез је замолио за помоћ руску владу, која је Турској одмах 30. септембра упутила ултиматум за прекид војних операција против Србије. Примирје је ступило на снагу 1. новембра 1876. Касније је склопљен мир по принципу повратка на границе пре започињања рата.